# دیوید گلن
دیوید گلن (انگلیسی: David Glenn؛ زادهٔ ۳۰ نوامبر ۱۹۶۲) بازیکن فوتبال اهل بریتانیا است.
از باشگاه‌هایی که در آن بازی کرده‌است می‌توان به باشگاه فوتبال فلیتوود، باشگاه فوتبال ویگان اتلتیک، و باشگاه فوتبال بلکبرن روورز اشاره کرد.